# Pycnospora lutescens
Genre
Espèce
Pycnospora lutescens est une espèce de plantes à fleurs dicotylédones de la famille des Fabaceae, sous-famille des Faboideae, originaire d'Afrique, d'Asie et d'Australasie. C'est l'unique espèce acceptée du genre Pycnospora (genre monotypique).

## Synonymes
Selon The Plant List (12 octobre 2018) :
- Crotalaria nervosaGraham
- Crotalaria tappenbeckiana K.Schum. & Lauterb.
- Desmodium lutescens (Poir.) Desv. ex DC.
- Desmodium viride Vogel
- Hedysarum lutescens Poir.
- Indigofera desmodioides Benth.
- Meibomia lutescens (Poir.) Kuntze
- Phyllodium lutescens (Poir.) Desv.
- Pycnospora hedysaroides R. Br. ex Baker
- Pycnospora hedysaroides Wight & Arn.
- Pycnospora nervosa Wight & Arn.
- Zornia lutescens (Poir.) Steud.